# Xipináwa
Xipináwa (Shipinahua, Xipinahua, Sipinawa, Chipinaua), danas izumrlo pleme američkih Indijanaca koje je nekada obitavalo na jugu brazilske države Amazonas i susjednim krajevima Acre. Jezik je pripadao porodici Panoan, užoj skupini Yaminahua-Sharanahua.

## Vanjske poveznice
- Eth. 14th[neaktivna poveznica]
- Eth. 15th[neaktivna poveznica]